# Golubovski
Golubovski je priimek več oseb:
- Vasilij Stepanovič Golubovski, sovjetski general
- Jan Golubovski, ruski hokejist